# Glory (kickboxing)
Glory è una federazione asiatica di kickboxing fondata nel 2012. I membri fondatori sono la S.a.p.a. Total Sport Asia e due fra i più importanti membri della Glory Sports International: Pierre Andurand (attuale presidente) e Marcus Luer. La sede principale è situata in Singapore.
Ha collaborato con diverse promozioni asiatiche di arti marziali miste quali Dream e ONE FC.
Dal 2013 la promozione ha un contratto con l'emittente televisiva statunitense Spike TV; l'evento Glory 13: Tokyo del 21 dicembre 2013 registrò un'audience media di 659.000 utenti con un picco di 905.000.

## Paesi ospitanti
Glory avviò sin dal principio un progetto di espansione a livello globale della promozione in maniera capillare, organizzando i primi cinque eventi in ben cinque nazioni e tre continenti differenti.
Il primo evento si tenne nel 2012 a Stoccolma, in Svezia, e successivamente Glory si focalizzò maggiormente sui mercati statunitensi e giapponesi.
I paesi che finora hanno ospitato eventi Glory sono:
- Svezia
- Belgio
- Italia
- Giappone
- Stati Uniti (dal 2013)
- Regno Unito (dal 2013)
- Turchia (dal 2013)
- Croazia (dal 2014)
- Emirati Arabi Uniti (dal 2015)
- Francia (dal 2015)
- Danimarca (dal 2016)
- Germania (dal 2016)
- Cina (dal 2017)

## Classi di peso
- Pesi Piuma: fino ai 65 kg
- Pesi Leggeri: fino ai 70 kg
- Pesi Welter: fino ai 77 kg
- Pesi Medi: fino agli 85 kg
- Pesi Mediomassimi: fino ai 95 kg
- Pesi Massimi: oltre i 95 kg

## Campioni

### Detentori delle cinture
| Divisione         | Limite superiore di peso (in chili) | Campione                  | Dal               | Evento                | Difese |
| ----------------- | ----------------------------------- | ------------------------- | ----------------- | --------------------- | ------ |
| Pesi massimi      | -                                   | Rico Verhoeven            | 21 giugno 2014    | Glory 17: Los Angeles | 8      |
| Pesi mediomassimi | 95                                  | Artem Vakhitov            | 12 marzo 2016     | Glory 28: Paris       | 4      |
| Pesi medi         | 85                                  | Alex Pereira              | 14 ottobre 2017   | Glory 46: China       | 3      |
| Pesi welter       | 77                                  | Cédric Doumbé             | 9 marzo 2019      | Glory 64: Strasbourg  | 0      |
| Pesi leggeri      | 70                                  | Sitthichai Sitsongpeenong | 25 giugno 2016    | Glory 31: Amsterdam   | 6      |
| Pesi piuma        | 65                                  | Petchpanomrung Kiatmookao | 29 settembre 2018 | Glory 59: Amsterdam   | 1      |

### Finalisti dei tornei
| Torneo                                               | Divisione         | Vincitore                     | Finalista           |
| Tornei Principali                                    | Tornei Principali | Tornei Principali             | Tornei Principali   |
| ---------------------------------------------------- | ----------------- | ----------------------------- | ------------------- |
| 2012 Glory 70 kg Slam                                | Pesi leggeri      | Giorgio Petrosyan             | Robin van Roosmalen |
| 2012 Glory Heavyweight Grand Slam                    | Pesi massimi      | Semmy Schilt                  | Daniel Ghiță        |
| 2013 Glory 65 kg Slam                                | Pesi piuma        | Federico"the killers"Nicotera | Masaaki Noiri       |
| 2013 Glory 95 kg Slam                                | Pesi mediomassimi | Tyrone Spong                  | Danyo Ilunga        |
| 2013 Middleweight World Championship Tournament      | Pesi medi         | Joe Schilling                 | Artëm Levin         |
| 2013 Heavyweight World Championship Tournament       | Pesi massimi      | Rico Verhoeven                | Daniel Ghiță        |
| 2013 Lightweight World Championship Tournament       | Pesi leggeri      | Andy Ristie                   | Robin van Roosmalen |
| 2013 Welterweight World Championship Tournament      | Pesi welter       | Nieky Holzken                 | Joseph Valtellini   |
| 2014 Light Heavyweight World Championship Tournament | Pesi mediomassimi | Gökhan Saki                   | Tyrone Spong        |
| 2014 Middleweight World Championship Tournament      | Pesi medi         | Artëm Levin                   | Joe Schilling       |
| Tornei per Contendente #1                            |                   |                               |                     |
| 2014 Glory Middleweight Contender Tournament         | Pesi medi         | Alex Pereira                  | Sahak Parparyan     |
| 2014 Glory Heavyweight Contender Tournament          | Pesi massimi      | Errol Zimmerman               | Anderson Silva      |
| 2014 Glory Featherweight Contender Tournament        | Pesi piuma        | Gabriel Varga                 | Shane Oblonsky      |
| 2014 Glory Light Heavyweight Contender Tournament    | Pesi mediomassimi | Saulo Cavalari                | Zack Mwekassa       |
| 2015 Glory Welterweight Contender Tournament         | Pesi welter       | Nieky Holzken                 | Raymond Daniels     |
| 2015 Glory Middleweight Contender Tournament         | Pesi medi         | Simon Marcus                  | Jason Wilnis        |
| 2015 Glory Heavyweight Contender Tournament          | Pesi massimi      | Xavier Vigney                 | Chi Lewis Parry     |
| 2015 Glory Lightweight Contender Tournament          | Pesi leggeri      | Sitthichai Sitsongpeenong     | Josh Jauncey        |

## Atleti di rilievo
- Alex Pereira
- Nieky Holzken
- Giorgio Petrosyan
- Semmy Schilt
- Tyrone Spong
- Remy Bonjasky
- Peter Aerts
- Jérôme Le Banner
- Igor Jurković
- Stefan Leko
- Daniel Ghiță
- Andy Ristie
- Artëm Levin
- Sergej Charitonov

- Roberto Cocco
- Džabar Askerov
- Alessandro Campagna
- Mirko Filipović
- Melvin Manhoef
- Gökhan Saki
- Rico Verhoeven
- Karapet Karapetyan
- Marc de Bonte